# ميلوراد ميلوتينوفتش
ميلوراد ميلوتينوفتش (مواليد 10 مارس 1935) هو لاعب كرة قدم. يلعب مع منتخب يوغوسلافيا لكرة القدم. سبق له أن لعب في كأس العالم لكرة القدم مع منتخب بلاده.

## روابط خارجية
- ميلوراد ميلوتينوفتش على موقع الاتحاد الدولي (مؤرشف)  (الإنجليزية)
- ميلوراد ميلوتينوفتش على موقع قاعدة بيانات كرة القدم.إي يو (الإنجليزية)
- ميلوراد ميلوتينوفتش على موقع Soccerway.com (الإنجليزية)
- ميلوراد ميلوتينوفتش على موقع عالم كرة القدم.نت (الإنجليزية)